# Meaza Ashenafi
Meaza Ashenafi (sinh năm 1964 tại Asosa, Benishangul-Gumuz) là một luật sư, một nhà hoạt động vì quyền phụ nữ người Ethiopia. Bà là người sáng lập và giám đốc điều hành của Hiệp hội Luật sư Phụ nữ Ethiopia (EWLA). Vào tháng 11 năm 2018, bà được Hội đồng Nghị viện Liên bang bổ nhiệm làm Chủ tịch Tòa án Tối cao Liên bang Ethiopia.

## Sự nghiệp
Meaza từng là Thẩm phán của Tòa phúc thẩm Ethiopia từ năm 1989 đến năm 1992. Năm 1993, bà được Ủy ban Hiến pháp Ethiopia bổ nhiệm làm cố vấn pháp lý. Năm 1995, Meaza thành lập Hiệp hội Luật sư Phụ nữ Ethiopia (EWLA), và trở thành giám đốc điều hành. Thông qua các liên hệ pháp lý của mình, bà đã tham gia vận động cho quyền của phụ nữ ở Ethiopia; nhóm Cuộc đấu tranh vì quyền của phụ nữ Tại của bà có khoảng 45 luật sư tốt nghiệp làm việc vào năm 2002.
Meaza giữ ghế ủy viên Ủy ban Kinh tế Liên Hợp Quốc về Châu Phi. Bà đã giúp lãnh đạo sự phát triển của ngân hàng phụ nữ đầu tiên ở Ethiopia, Enat Bank, được thành lập vào năm 2011 và vào năm 2016, làm chủ tịch hội đồng quản trị của ngân hàng.

## Quan điểm
Trong một bài phát biểu năm 2009, Meaza đã thẳng thắn nói về những định kiến mà phụ nữ phải đối mặt trong xã hội Ethiopia, cho rằng những tục ngữ Amhara mô tả phụ nữ là dịu dàng, yếu đuối chịu trách nhiệm về thành kiến cách nhìn nhận của phụ nữ ở Ethiopia.  Những câu tục ngữ này duy trì quan niệm rằng vị trí của một người phụ nữ chỉ giới hạn trong nhiệm vụ gia đình và phụ nữ nói chung thiếu suy nghĩ và vô trách nhiệm đã kìm hãm sự thăng tiên của phụ nữ. 

## Sự công nhận
Meaza đã nhận được nhiều giải thưởng cho hoạt động từ thiện và lãnh đạo, bao gồm Giải thưởng Lãnh đạo châu Phi; và là thành viên tích cực của một số tổ chức bảo vệ quyền phụ nữ. Năm 2003, bà trở thành người được nhận giải thưởng Hunger Project, giành giải Phụ nữ có đóng góp quan trọng châu Phi, Hai năm sau, bà được đề cử giải Nobel Hòa bình. Vụ án nổi tiếng nhất mà bà nghị án đã được chuyển thành bộ phim Difret năm 2014, được Angelina Jolie quảng bá với tư cách là nhà sản xuất điều hành và giành giải thưởng Khán giả điện ảnh thế giới tại Liên hoan phim Sundance 2014.